# 栄養と料理
『栄養と料理』（えいようとりょうり）は女子栄養大学出版部が刊行する料理雑誌である。1935年（昭和10年）に香川綾及び香川昇三夫妻により、香川栄養学園の研究・教育の一環として、健康と食をテーマに創刊された。このような経緯のため「栄養学誌」として位置づけられている。戦災による休刊の後、1960年代末に岸朝子を編集長として迎え、発行部数と知名度が上昇した。2020年現在まで刊行を続けている老舗雑誌である。日本における料理専門雑誌の先鞭。

## 内容
料理雑誌であるが、創刊より「栄養学誌」という位置づけであり、「最新栄養学の成果を生かした食事づくり」をテーマにしている。毎月9日頃に発行される。

## 来歴

### 創刊期
1935年6月に「健康を育む食を提案する」ことをテーマに創刊された。当初は香川栄養学園（のちの女子栄養大学）にあった家庭食養研究会の講義録をまとめたものとして発行されていた。家庭食養研究会は1933年から活動を始めており、謄写版の会報を発行していたが、啓蒙をかねて活版で雑誌を発行しようということになった。創刊者である香川昇三及び香川綾夫妻は、「学園に通うことができない全国津々浦々の人々にも医学や栄養学などの科学的な知見と、それを家庭の食生活で実践する方法を伝え」ることを目的としてこの雑誌を作ることにした。力を入れるべき内容として規定したものが3つあり、「栄養学の講座」「日常の食事作りと専門家から学ぶ趣味の料理」「病人のための食事作り」が三大テーマであった。創刊号は脚気の治療に良い食事などという時代の関心にそった内容だったが、「当時まだ珍しかった本格西洋料理のレシピ」や、山田政平による「支那料理」、つまり中華料理の記事なども掲載されていた。「商業誌」という位置づけではなく、創刊号は200部しか刷らなかった。『栄養と料理』という雑誌名は医師で香川綾の恩師であった島薗順次郎がつけたが、この当時は「栄養料理はまずいもの」という固定観念があったため「大胆な名前」だと考えられたという。当初は教育目的であったため無料で頒布していたが、人気が出すぎたため12銭で有料販売するようになった。2号は1000部発行された。2号からは付録として「栄養と料理カード」という調理法を説明する小さなカードがつくようになった。方針として薬の広告は載せないことにしていたが、これは「正しい食生活をしていれば、しょっちゅう薬を飲む必要はない」という理念からであった。

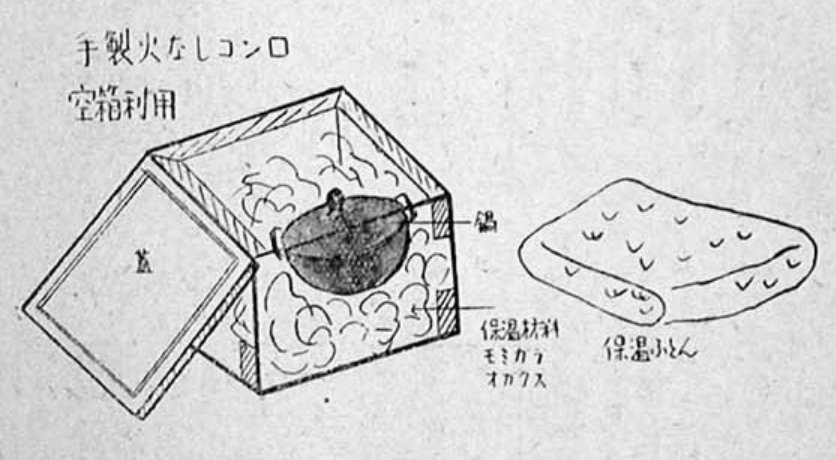
火なしこんろの作り方を示すイラスト（『栄養と料理』1943年3月）

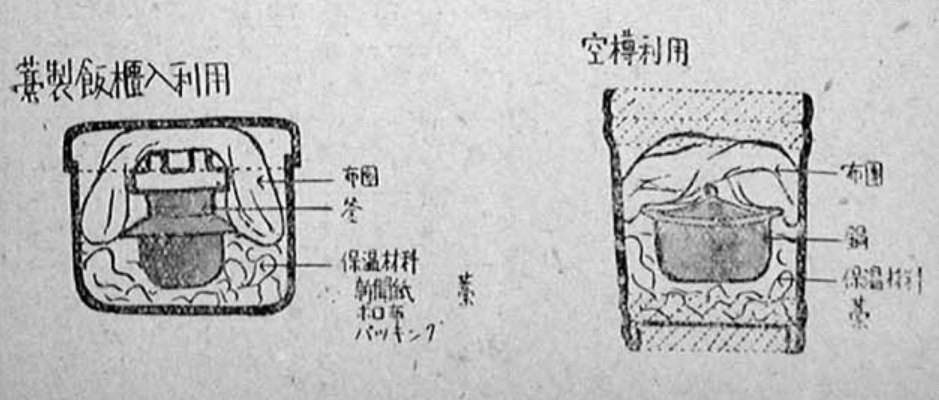
火なしこんろの作り方を示すイラスト（『栄養と料理』1943年3月）

戦時中には代用食の記事が増えた。紙が配給制になっていたため、戦争末期まで廃刊にならずに刊行を続けていた料理雑誌は『栄養と料理』だけになっていた。1945年に昇三が亡くなった後は綾が発行人として雑誌を支えた。1945年には学校の校舎が戦災で焼失したため1年の休刊があり、1946年1-2月合併号により復刊した。敗戦後は紙の入手が困難であり、多数の雑誌が廃刊になったが、『栄養と料理』は「必要な出版物として、出版業界から復刊をしきりに促され」たため、紙の配給を受けて復刊することができたという。この時の発行部数は千部程度だった。
綾は戦後、「勘に頼っていた調理の計量化を実現」するための研究をすすめ、その成果は『栄養と料理』にも生かされた。しかしながら戦後の食糧難や、やや堅苦しいと受け取られがちな記事内容のせいもあり、1949年頃までは部数が3500部で頭打ちとなり、なかなか雑誌の売り上げは伸びなかったという。このため綾は猪熊弦一郎にデザインコンセプトについての相談を持ちかけ、カラーの料理写真を増やすことにしたため、売り上げは改善していった。1950年には広告係を置くようになった。綾は編集長を退任後も雑誌の巻頭言を書き続けた。

### 岸朝子編集長時代における部数躍進
1950年代半ばから1960年代半ば頃には揚げ物が誌面に取り上げられることが増えたが、これは栄養審議会答申で脂肪摂取に関する言及があったことなど、時代の風潮にかかわっていると考えられる。1950年代半ばにはそれまであまり載ることのなかったイタリア料理やドイツ料理などのレシピも掲載されるようになった。1960年前後には白米食批判とともに、「頭のはたらきをよくする」食生活に関する記事が流行るようになり、『栄養と料理』にもそうした特集記事が掲載された。この頃の雑誌のコンセプトは「病人を出さないための食事」であった。
1968年、女子栄養学園の卒業生である岸朝子が45歳で編集長に就任し、一度の中断をはさんで10年ほど編集長をつとめた。岸は既に2回、恩師である香川綾から『栄養と料理』への引き抜きを受けており、3度目にして声かけに応じて主婦の友社を辞職し、女子栄養大学出版部に移ることを決めた。岸はそれぞれの編集部員に「やりたいこと」をやらせることを重視した。それまでの「お堅い雰囲気」を一掃し、手に取りやすい誌面作りを心がけたという。岸は読者層の拡大を目指すべく、他の婦人雑誌にならって雑誌のサイズを大きいものにし、「遊び心」のある誌面を目指した。カラーのグラビアも多用した。1968年に入社し、編集長として初めての号を1969年1月に刊行したが、この号は完売した。岸のもとで始まった企画としては、各地の家庭料理を紹介する「日本の食事」や、やはり各地の美味しい料理に関する情報コーナーである「おいしんぼ横町」がある。岸は「今では当たり前のこんな企画も当時は目新し」いものであり、『an・an』や『non-no』などの女性誌に影響を与えることができたと語っている。こうした努力が功を奏し、一時は売り上げが倍増し、20万部を突破したという。この時期の企画は「食べ歩きや器の特集といったグルメブームを先取りする企画」と言われ、高く評価されている。また、「カロリー」や「成人病予防食」といった言葉はこの時期の『栄養と料理』の影響で一般に広く使われるようになったと考えられている。この頃の売り上げ増は、女子栄養大学の知名度向上や志願者増加に貢献したと考えられている。一方で「雑誌を堕落させた」として女子栄養大学の内部からは批判もあったという。岸はキャッチコピーなどが「ミーハー」だとして「冷やかされ」たことを回想している。
岸は一時、外転神経麻痺のためしばらく編集長職を辞したが、1年ほどで復帰した。しかし復帰後は発行部数があまり伸びず、編集部員のストライキも発生した。さらに1978年、編集部員の異動に関して出版部長と意見の相違が埋められなくなったことをきっかけに、岸は54歳で『栄養と料理』を離れた。
1972年には鉄分や長寿食など、食べ物と健康にかかわる記事がたびたび注目されて読売新聞でとりあげられていた。1974年までは「あなたの暮らしに」というモットーをかかげていたが、1975年からは「現代を健康に生きる」にモットーを変更した。

### 1980年代以降
1980年代半ば頃の『栄養と料理』は女性の間で知名度があり、1984年に日経新聞が行った調査では働く女性の間で『暮しの手帖』に次いで定期講読対象として人気があった。
三保谷智子が1988年より2011年まで、マーケティング部や書籍編集課への在籍による中断をはさんで10年間編集長をつとめていた。1990年頃の『栄養と料理』は「肉、魚を使った主菜があることを前提に、さらに副菜をもう一、二品作り、より栄養のバランスを取ろう」とする献立紹介が中心で、技術的に難しい蒸し物の紹介が少なめで、和食の多い誌面構成であった。
1995年から1999年までは佐藤達夫が編集長をつとめた。この時期にはコンビニエンスストアで売られている食品などの特集が組まれた。これは「手作り派の牙城」というイメージのある『栄養と料理』にとっては新しい企画であり、編集長も当初は疑問を持っていたが、コンビニを使う人であっても健康に気を遣っていることがあり、そのための特集をということで実施された。
1997年に、創刊以来60年もの間巻頭言を書く仕事をつとめていた創刊者の香川綾が亡くなった。この頃の誌面の変化としては、正月には御節料理の特集を行うのが定番であったが、1999年頃から御節料理特集が巻頭掲載ではなくなることもあるようになってきている。
2011年に三保谷智子が編集長を退き、2011年から2017年までは監物南美が編集長をつとめた。監物南美が編集長をつとめていた時代は「管理栄養士や栄養学の専門家が発信する最新の情報をどのようにしたら分かりやすく一般読者に伝えられるか」が大きな課題であったという。監者は「テキストとしても使われることを常に意識」し、大学の刊行物としてふさわしい信頼できる内容の掲載を目指していた。監物はフードライターである白央篤司の取材を受けて、情報の更新が課題のひとつであり、たとえば「豚肉に含まれるビタミンB1が疲労の助けになる」ということは昔は広く信じられており、『栄養と料理』にもそのようなことが書かれていたが、今では根拠に疑問があることがわかっており、最新の研究成果を反映して知識をアップデートすることが重要であると述べている。2011年4月より、東京大学につとめる栄養学者である佐々木敏による、データに基づく栄養疫学の連載記事が始まった。これは2019年に連載100回を迎えた。この他、クラリネット奏者の北村英治が音楽と食べ物に関する記事を連載していた。
2014年からは関連文化事業として、『毎日新聞』内にある毎日メディアカフェにて、食生活に関するセミナーを主催した。2015年に創刊80周年を迎えた。2015年には第1回さいたま国際マラソンとのコラボレーションで「大会直前1週間メニュー」を特集し、大会時にはブースで特集号を6000部無料頒布した。

## 評価
料理雑誌の老舗である。「栄養学の概念が確立されていない戦前」に創刊された先駆的な「専門誌」と評されている。創刊者のひとりである香川綾は計量カップの開発や日本で初めて本格的な栄養大学を創設するなどの業績を有する人物であり、『栄養と料理』の創刊はこのような「理論と実践をみごとに統一」する働きの一部であるとして評価されている。
1950年代半ばには、あまりお金がかかりすぎず、「毎日の食卓に供せるようなお料理」を解説する教育的で役立つ雑誌という評価を得ていた。
岸朝子が編集長をつとめた時代の誌面は「グルメ記事の先駆け」であったと高く評価されている。「今では料理雑誌に当たり前のように載るコラムの原型」を作ったと言われている。
1990年代末には子供の食生活とストレスに関する特集などを刊行していたが、これについて俵万智は「数字とデータ」を提示しつつ「栄養と心」について考えようとする雑誌の姿勢を評価している。宮田毬栄は創刊当時から「栄養学を基本にした食生活の実践」という基本コンセプトが変わっていないことを評価し、「食への真率な哲学」を賞賛している。
「各時代の最新の栄養学や食品学を踏まえ」た雑誌だと評価されている。白央篤司によると、「プロの栄養士の愛読者も多い雑誌」として一定の地位を築いている。2015年には『栄養と料理』が「栄養士の間で人気」であるため、白石市図書館で予約待ちとなっているということが報道されている。
国立国会図書館からは「創刊から今日までの全体が栄養学史、食生活改善史、日本食物史といったさまざまな性格を有する文献であり、戦中・戦後の食文化史的遺産」という評価を受け、初期の号のデジタル化事業がすすめられた。長期にわたって刊行されているため、料理に関する習慣の変化を調査するための研究資料として使用されることもある。